# Головченко Іван Петрович
Іва́н Петро́вич Голо́вченко (4 серпня 1941, село Високе Охтирського району Сумської області — 29 листопада 2022) — український письменник: прозаїк і поет, журналіст, член Національної Спілки письменників України (1999), член Національної спілки журналістів України (1993), член Національної всеукраїнської музичної спілки (1993)

## Життєпис
Головченко Іван Петрович народився 4 серпня 1941 в селі Високе Охтирського району Сумської області в родині службовців Петра Івановича та Уляни Захарівни. Батько родом з села Тучного (Тростянецький район) — кадровий військовий, якого служба кидала по різних куточках СРСР. Мати — уродженка села Козіївка (Краснокутський район). У селі Високе Головченко Петро Іванович командував гарнізоном.
У шкільні роки Іван Петрович певний час проживав на острові Сахалін.
Від 1966 року проживає в місті Білопілля.

### Навчання
Іван Головченко в 1958 році закінчив Недригайлівську середню школу. З 1958 по 1960 рр. навчався в Сумському медичному училищі, по закінченню якого отримав спеціальність фельдшера. Іван Петрович навчався у Львівському вищому військово-політичному училищі на факультеті КПР, кафедра хорового диригування. Під час навчання отримав поранення, тому навчання продовжив на біологічному факультеті Ленінградського державного університету. Водночас закінчив вокальну студію Ленінградської консерваторії при університеті. У 1969 році Головченко І. П. закінчив Ленінградський державний інститут культури — факультет КПР, спеціальність «культурно-освітній працівник вищої кваліфікації, керівник хору».

### Трудова діяльність
На Сумщині Іван Петрович певний час працював фельдшером швидкої допомоги, секретарем райкому комсомолу. У сфері культури працював завідувачем і начальником районного відділу культури, художнім керівником, директором Палацу культури.
Три колективи, якими керував Головченко, отримали звання «самодіяльний народний», стали переможцями кількох республіканських фестивалів, самодіяльної народної творчості та телетурнірів «Сонячні кларнети».
- Іван Головченко від 1966 року працював керівником самодіяльного народного хору, завідувачем Білопільського районного відділу культури.
- Від 1994 до 1995 року — завідувач сільськогосподарського відділу районної газети «Білопільська правда».
- Від 1995 до 1998 року -засновник і головний редактор обласної газети «Пошук».
- Від 1998 — засновник і головний редактор газети «Наша демократична Сумщина».

Працює керівником народного хору.

## Творча спадщина
Іван Головченко — автор романів, у яких представлено власний погляд на життя з усіма його складнощами й колізіями. Книги письменника приваблюють вмінням виписувати конфліктні ситуації, розкривати людську сутність у поєднанні морально-етичних і світоглядних позицій героїв. Автор привертає увагу до теми жорстокої й безкомпромісної боротьби добра і зла. Письменник досліджує психологію позитивних і негативних персонажів: людей совісті, стурбованих майбутнім рідної землі та кар'єристів, інтриганів і хапуг. Сторінки романів І. П. Головченка розповідають читачам і про справжніх синів України — про тих, хто залишає «слід на землі», дбає про націю й родину, хто зберігає в серці пам'ять про далеких предків.
Письменник вважає;
```
«Книга – це живий дух, це мова й пульсація живої душі автора, це істинна енергетика художнього слова. І цей дотик зором, серцем, рукою до кожної сторінки, шелест розгортання книги ніколи не замінить суху інформацію на екрані монітору людині, яка це відчуває і розуміє».
```

### Романи
- 1999 р. — «Обійми привида».— К., — Дніпро.
- 2000 р. — «Агонія»
- 2001 р. — «Злочин без покари».— К. — «Київська правда»
- 2004 р. — «Перестрога». Перевидання: Суми.— 2010.— «Мрія»[2]
- 2006 р. — «Білий лебідь дитинства». — Суми. — «Мрія»
- 2008 р. — «Калинова гіркота». — Суми. — «Джерело»
- 2008 р. — «Перехрестя добра і зла» («З глибин віків»).— Суми.— «Мрія». Перевидання 2009 р.[3]
- 2009 р. — «Перехрестя добра і зла» («Зганьблений рай»)— Суми— «Мрія»[4]
- 2011 р. — Фатальний виток. — Суми. — «Мрія»
- 2016 р. — «Доля в перевеслах»— Суми— «Мрія»[5]
- 2020 р. — «У ореолах сяйва і пітьми»— Суми— «Мрія»[6]

### Поетичні збірки
- 2013 р. — В пошуках істини. — Суми. — «Мрія»
- 2017 р. — На межі. — Суми. — «Мрія»
- 2017 р. — Україна понад усе — Суми. — «Мрія»
- 2017 р. — «Калейдоскоп відчутого життя». Поезії. — Суми., ВВП «Мрія-1»
- 2018 р. — «Жага душі і пломінь серця». Поезії.- Суми, ВВП, «Мрія-1»

У 2002 році на правах рукопису вийшла Збірка пісень для хору «Мить і вічність нам не повінчать». Обласний будинок народної творчості.
У 1997 році в сумському видавництві «Корпункт» вийшов історичний нарис «Наш колектив — наша гордість».

## Досягнення і відзнаки
- 1993 р — член Національної спілки журналістів України
- 1993 р. — член Національної всеукраїнської музичної спілки
- 1999 р. — член Національної Спілки письменників України

Іван Петрович — лауреат літературних премій, багатьох республіканських, обласних конкурсів та фестивалів самодіяльної народної творчості, телетурніру «Сонячні кларнети».
- 1972 р. — відзначений Почесною Грамотою Президії Верховної Ради УРСР
- 1986 р.- нагороджений орденом «Знак пошани»
- 1987 р. — лауреат другого Всесоюзного фестивалю народної творчості
- 2001 р. — лауреат премії імені Андрія Головка за роман «Злочин без покари»
- 2006 р. — нагороджений медаллю «Почесна відзнака» Національної спілки письменників
- 2009 р. — отримав Почесну відзнаку Всеукраїнського благодійного фонду імені П. Калнишевського «Хрест Петра Калнишевського»
- 2013 р. — лауреат премії імені Олександра Олеся за роман «У пошуках істини»
- 2016 р. — присвоєно звання «Почесний громадянин міста Білопілля»
- Іван Головченко — голова журі Відкритого міжрегіонального дитячо-юнацького конкурсу імені О.Олеся «І розітнувсь мій перший спів» у місті Білопілля Сумської області.
- Іван Петрович Головченко — козацький полковник

## Критика і відгуки
- Осадчук П. Переоцінка декретного часу. // Передм. до «Обійми привида». — К. 1999.
- Головченко Іван Петрович // Сумщина в іменах: Енциклопедичний довідник — Суми: Рекламно-видавниче об'єднання «АС-Медіа», Сумський державний університет, 2003. — С. 106—107.
- Біла, Н. Обраний словом, увінчаний піснею [Текст] / Н. Біла // Білопільщина. — 2009. — 24 жовтня.
- Біла, Н. «Рідна земля» Івана Головченка [Текст] / Н. Біла // Білопільщина. — 2011. — 16 квітня.
- Бондаренко, І. Ліцеїсти спілкувалися з І. П. Головченком [Текст] / І. Бондаренко // Білопільщина. — 2009. — 15 квітня.
- Вовченко, В. Від баяна — до роману [Текст] / В. Вовченко // Сумщина. — 2006. — 4 серпня.
- Дегтярьова, В У пошуках істини / В. Дегтярьова // Білопільщина. — 2014. — 23 травня. — с. 9.
- Єфремова, В. Солодощі «Калинової гіркоти» [Текст] / В. Єфремова // Культура і життя. — 2008. — 20 серпня.
- Зубко С. Подарунок книгозбірні [Текст] С. Зубко // Білопільщина. — 2007. — 19 травня.
- І словом і піснею [Текст] // Сумщина — 2006. — 18 жовтня.
- Іван Головченко [Текст] // Письменники Сумщини. — 2005. — Суми, 2005. — С. 47 — 52.
- Калиновська, Л. Коли душа співає. [Текст] / Л. Калиновська// Білопільщина. — 2013. — 02 листопада.-с.8.
- Калиновська, Л. І. Головченко — лауреат премії О Олеся. [Текст] / Л. Калиновська// Білопільщина. — 2014. — 29 березня. — с.7.
- Нестеренко, П. Премію імені Андрія Головка — сумчанину [Текст] / П. Нестеренко // Урядовий кур'єр. — 2002. — 22 січня.
- Обласна філармонія аплодувала нашому земляку [Текст] // Білопільщина. — 2010. — 6 січня.
- Родченко, І «Сміються, плачуть солов'ї» [Текст] / І. Родченко // Літературна Україна. — 2014. — 27 березня. — с. 16
- Стецюра, А. Діалог з письменником [Текст] / А. Стецюра // Білопільщина. — 2007. — 21 липня.
- Сумський письменник Іван Головченко удостоєний республіканської премії імені Андрія Головка за кращий роман року «Злочин без покари» [Текст] // Сумщина. — 2002. — 10 січня.
- Творчий вечір земляка [Текст] // Білопільщина. — 2006. — 10 січня.
- Хижняк, Т. До нас завітав І. П. Головченко / Т. Хижняк [Текст] // Білопільщина. — 2008. — 6 грудня.
- Цукан, Н. Презентація книги І. П. Головченка «Калинова гіркота» / Н. Цукан [Текст] // Білопільщина. — 2008. — 5 липня.